# Annie Morton
Annie Morton (Pennsylvania, 8 ottobre 1970) è una supermodella statunitense.
Vanta pubblicità anche per Calvin Klein, Givenchy e Missoni e varie copertine dell'edizione italiana di Marie Claire nel 1997 e di D - la Repubblica delle donne tra il 1997 ed il 1999;  è comparsa inoltre sulle copertine di Elle in varie edizioni, giapponese (marzo 1998), britannica (settembre 1997 e vari numeri nel 1998) ed americana e di Vogue per l'edizione britannica. Ha sfilato anche per Dolce & Gabbana, Fendi, Max Mara, Paco Rabanne, Chanel, Krizia, Moschino, Paco Rabanne, Salvatore Ferragamo e Trussardi, oltre che per Victoria's Secret nel 1998.

## Agenzie
- Premier Model Management
- Harry's Model Management
- Premium Models
- Ford Models - New York
- Visage Management - Zurigo
- Ford Models - Miami
- Ford Models - Los Angeles